# Římskokatolická farnost Žihobce
Římskokatolická farnost Žihobce je územním společenstvím římských katolíků v rámci sušicko-nepomuckého vikariátu českobudějovické diecéze.

## O farnosti
Plebánie v Žihobcích byla založena v roce 1360. Později, zřejmě v důsledku husitských válek, místní samostatná duchovní správa zanikla, a ves byla přifařena ke Strašínu. V roce 1797 zde byla zřízena lokálie, povýšená v roce 1856 na samostatnou farnost. V letech 1872–1875 byl postaven v pseudorománském stylu na místě starší sakrální stavby dnešní farní kostel, zasvěcený Proměnění Páně. V současné době je farnost administrována ex currendo z Horažďovic.
| Kostel                | Místo   | Bohoslužba    | Bohoslužba                       | Poznámka     |
| --------------------- | ------- | ------------- | -------------------------------- | ------------ |
| Kostel Proměnění Páně | Žihobce | neděle středa | 11.00 16.00 v zimě, 18.00 v létě | farní kostel |

### Přehled duchovních správců
- 1949–1952 R.D. František Koželuha (administrátor)
- 1952–1958 R.D. František Kubát (administrátor)
- 1958–1971 R.D. Ferdinand Kondrys (administrátor)
- 1972–1986 R.D. Václav Chodora (administrátor)
- 1986–1989 R.D. Pavel Liška (do r. 1988 farář, pak administrátor ex currendo z Volenic)
- 1989 (leden–srpen) R.D. Miloslav Vlk (farář)
- 1989–1991 R.D. František Halaš (administrátor ex currendo z Těchonic)
- 1991–2001 R.D. František Sládek (farář)
- 2001–2003 R.D. Mariusz Klimczuk (administrátor)
- 2003 (březen-květen) R.D. František Halaš (ex currendo ze Strašína)
- 2003–2007 R.D. Jindřich Hybler (administrátor)
- 2007–2010 R.D. Miroslav Nikola (ex currendo z Horažďovic)
- od r. 2010 R.D. Petr Koutský (ex currendo z Horažďovic)